# Patrick Valdrini
Patrick Valdrini, né à Saint-Mihiel le 6 juillet 1947, est un prêtre catholique français. Recteur émérite de l'Institut catholique de Paris, Il a été pro-recteur et professeur de droit canonique de l'université pontificale du Latran à Rome et auteur d'ouvrages sur le sujet.

## Biographie
Patrick Valdrini grandit à Lacroix-sur-Meuse. Après ses études secondaires au séminaire de Verdun, il entre au grand séminaire de Metz. Il est ordonné prêtre le 1er juillet 1972 à Verdun.
Il fait des études supérieures de théologie et de droit canonique à la faculté de théologie catholique de Strasbourg et obtient en 1983 le grade de docteur d'État en théologie, mention droit canonique. En 1982, il est nommé enseignant à la faculté de droit canonique de l’Institut catholique de Paris dont il est élu doyen en 1984.
En 1986, il est président de la société internationale de droit canonique et de législation religieuse comparée. Il dirige la revue L’Année canonique, il est co-directeur, avec la faculté de droit Jean Monnet de Sceaux (Paris XI), du centre universitaire « Droit et sociétés religieuses », dans le cadre du DEA de droit canonique.
Il est recteur de l'Institut catholique de Paris du 18 juin 1992 à 2004, puis du 19 octobre 2008 au 8 septembre 2011, recteur de l'Église Saint-Louis-des-Français de Rome. Il a été professeur de droit canonique de l'université pontificale du Latran à Rome jusqu'en 2017. Il enseigne à l'université de Naples - Frédéric-II.
Il est nommé en septembre 2006 par le Quai d’Orsay conseiller culturel près du Saint-Siège placé sous l’autorité de l’ambassadeur de France. En tant que tel, il est également directeur de l'Institut français - Centre Saint-Louis.
En 2019, le Pape François le nomme chanoine de la Basilique Saint-Jean de Latran.
Il est l'auteur d'ouvrages relatifs au droit canonique de l'Église catholique. Il est en particulier coauteur de la deuxième édition du manuel de droit canonique chez Dalloz.

## Œuvres
- Conflits et recours dans l’Église, Cerdic, 1978.
- Injustices et protection des droits dans l’Église, Cerdic, 1984.
- Pouvoir d’ordre et pouvoir de juridiction, par Laurent Villemin (préface de Patrick Valdrini), Éditions du Cerf, 13 mars 2003.
- Droit canonique, Patrick Valdrini, Jean-Paul Durand, Olivier Echappé, Jacques Vernay, Paris, Dalloz, coll. « Précis », 2e édition.
- Leçons de droit canonique, communautés, personnes, gouvernement, Editions Salvator, août 2017.